# Casa Torner i Güell
La Casa Torner i Güell és un edifici del municipi de Vilafranca del Penedès (Alt Penedès) que forma part de l'Inventari del Patrimoni Arquitectònic de Catalunya.

## Descripció
És un edifici entre mitgeres, de tres crugies, format per planta baixa, entresòl, dos pisos i terrat amb torratxa i mirador. La façana és de maó vist, excepció feta de la planta baixa i l'entresòl. Presenta composició simètrica. Són elements interessants els aplacats de ceràmica vidriada i la barana del terrat, de ceràmica motllurada al pla. Al centre del coronament de la façana apareix la inscripció de 1884.

## Història
La Casa Torner i Güell està situada en la zona d'eixample vuitcentista urbanitzada a partir de l'enderrocament de l'antiga muralla medieval. La casa fou construïda per iniciativa d'Antoni Torner i Güell, i dirigida pel mestre d'obres Josep Inglada i Estrada. A l'arxiu de l'Ajuntament de Vilafranca es conserven dos projectes datats del 1884, un amb data de 4 d'agost i aprovat el 12 del mateix mes, i un altre del 17 de novembre, que presenta l'addició d'un nou pis, aprovat dos dies més tard.